# Народный союз Эстонии
Народный союз Эстонии (эст. Eestimaa Rahvaliit) — бывшая аграрно-центристская политическая партия в Эстонии. 24 марта 2012 года создана Консервативная народная партия Эстонии путём объединения Народного союза Эстонии и Эстонского национального движения.

## История
Партия была основана 29 сентября 1994 года в Таллине под названием «Эстонская партия селян» (эст. Eesti Maarahva Erakond). 18 октября 1999 года партия получила нынешнее название. 10 июня 2000 года произошло слияние «Народного союза» с «Эстонским союзом земли» (эст. Eesti Maaliit) и «Эстонской партией пенсионеров и семей» (эст. Eesti Pensionäride ja Perede Erakond), в результате чего партия стала самой большой в Эстонии. Последующее слияние с «Партией новая Эстония» (эст. Erakond Uus Eesti) в 2003 году ещё больше увеличило число членов партии. На парламентских выборах 2003 года партия получила 63463 голоса, что составило 13 % от общего числа голосов, и получила 13 мандатов из 101.
«Народный союз Эстонии» — это аграрно-консервативная партия с тенденцией к левоцентризму. Партия объединяет в основном бывших председателей колхозов, деятелей Коммунистической партии и современных хуторян. Так как многие рассматривают Союз в качестве сельской партии, ему довольно трудно найти поддержку среди городского населения. Однако несколько последних лет внесли некоторые изменения в такое положение вещей. Представительство Народного союза в городах выросло и он начал работу по привлечению русскоговорящего меньшинства. В 2005 году в Народном союзе была основана русская фракция.
На европейском уровне Народный союз является членом Союза за Европу Наций, но в Европейском парламенте не представлен.
Первым председателем партии был Арнольд Рюйтель, занимавший позднее пост президента Эстонской Республики. Виллу Рейльян стал председателем партии 10 июня 2000 года.
Союз входил в правящую коалицию с 1995 по 1999 год и затем с 2003 по 2007. С 2003 по 2005 год они образовывали правительство вместе с Партией реформ и Res Publica. После вотума недоверия, вынесенного правительству премьер-министра Юхана Партса, и последовавшей за ним отставки, была образована новая коалиция, в которой партию Res Publica сменила Центристская партия.
На местных выборах 16 октября 2005 года Народный союз увеличил своё представительство в Таллине, Тарту, Пярну и Вильянди.
На парламентских выборах 2007 года получила 6 мест из 101; на парламентских выборах 2011 года партия получила 2,1 % голосов и потеряла представительство в парламенте. Это была самая большая по численности членов партия Эстонии (9815 членов).
Молодёжная организация Народного Союза называется «Молодёжь народного союза» (эст. Rahvaliidu Noored). Официальный печатный орган партии называется «Hooliv Eesti».